# Wilhelm Christian Friedrich Oehm
Wilhelm Christian Friedrich Oehm (* 25. Juli 1818 in Lobenstein; † 30. März 1901 ebenda) war ein deutscher Kaufmann und Politiker.

## Leben
Oehm war der Sohn des Leinwebermeisters Johann Gottlieb David Oehm aus Lobenstein und dessen Ehefrau Sophie Henriette Margarethe geborene Simon. Oehm war evangelisch-lutherischer Konfession und heiratete am 2. Mai 1841 in Lobenstein Marie Christiane Johanne Metzner (* 26. Januar 1810 in Lobenstein; † 29. März 1880 ebenda), die Tochter des Fleischhauermeisters Johann Georg Metzner in Lobenstein.
Oehm machte eine Tuchmacherlehre und lebte als Kaufmann in Lobenstein. Von 1878 bis 1884 war er dort Bürgermeister. 1890 wurde er mit dem fürstlichen silbernen Verdienstkreuz ausgezeichnet.
Vom 31. Oktober 1877 bis zum 12. September 1886 war er Mitglied im Landtag Reuß jüngerer Linie.